# リンダ・マクマホン
リンダ・マクマホン（Linda McMahon、正式なフルネームはLinda Marie McMahon、1948年10月4日 - ）は、アメリカ合衆国の経営者、政治家。ノースカロライナ州出身、イーストカロライナ大学卒業。現在、第2次ドナルド・トランプ政権で教育長官を務める。第1次ドナルド・トランプ政権にて2017年から2019年まで中小企業庁長官（第25代）を務めた。
プロレス団体WWEの元CEOである。また、単に経営者というだけではなく、WWEのテレビ放送、PPVへ登場する番組出演者でもあった。

## 来歴

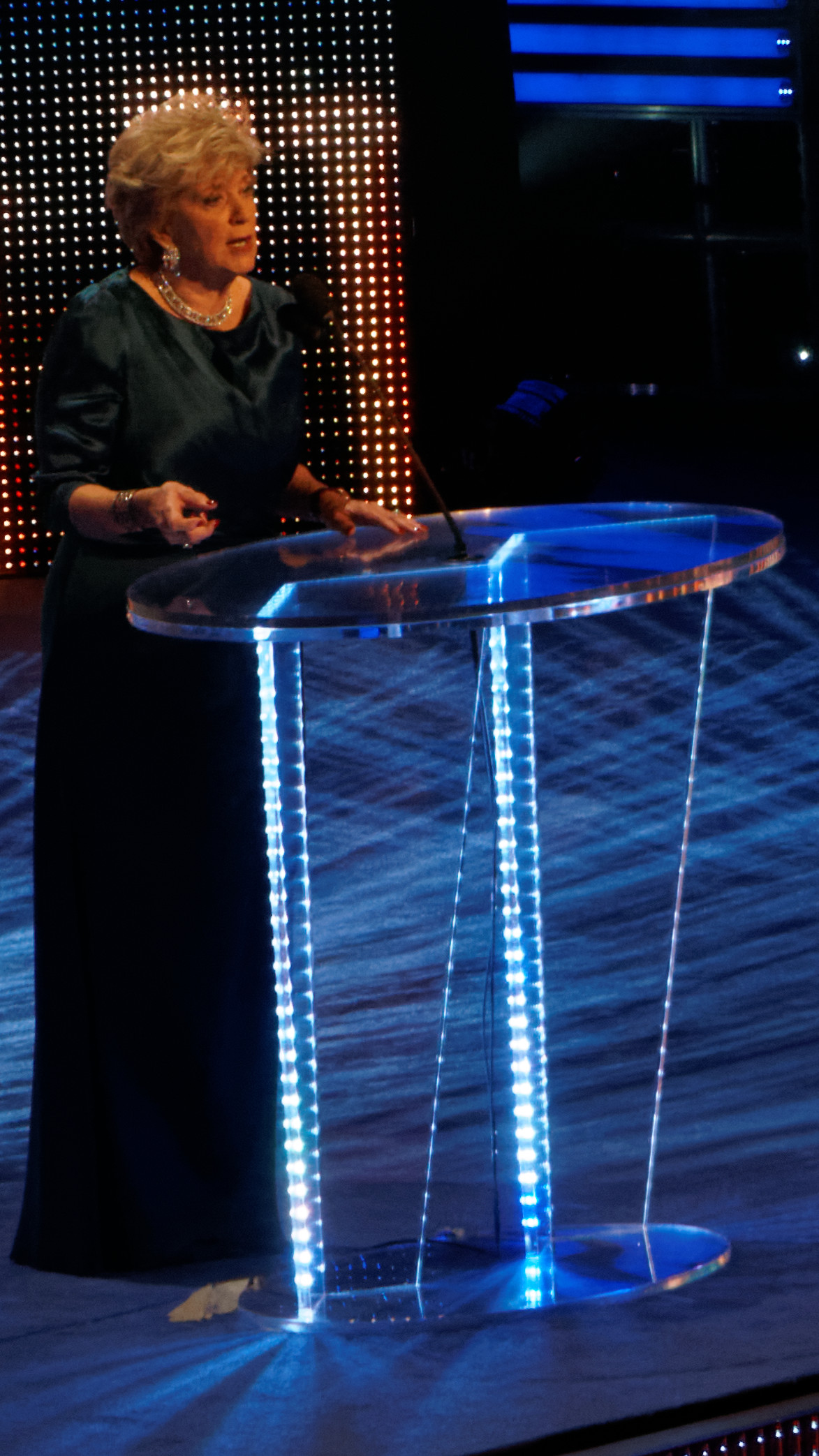
2014年WWE殿堂表彰式にて
2014年4月5日
ルイジアナ州ニューオーリンズ
スムージー・キング・センター

1968年に幼馴染で大学の先輩でもあったビンス・マクマホンと結婚。1男1女をもうける。当初はWWE（当時WWF）の経営には参画していなかったが、1980年代からスタッフとしてWWFの運営に参画するようになった。
当初はテレビ番組に登場することは殆どなかったが、WWFのアティテュード路線への転換とともにマクマホン一家がテレビ番組に登場するようになり、リンダも1999年頃から登場するようになった。ただしWWFの番組に登場する家族のうち、夫であるビンス、子供たちであるシェインとステファニーはトレーニングを積んでプロレスラーとしても登場したのに対し、リンダは純粋に出演者としての登場である。あくまで出演者であるが、ケインからツームストーン・パイルドライバーを受けてもいる。マクマホン一家の良識派として、他の家族がヒールとなってもベビーフェイスとして行動した。
登場以来一貫してベビーフェイスであったが、ジム・ロス解任ストーリーでヒールターンを果たした。しかし、そのストーリーは尻切れトンボに終わってしまった。その後ビンスの非嫡出子のストーリーにて登場。主にあきれた目でビンスを見る役である。
政治的には保守色の強いWWEの経営者の立場にいるが、イラク戦争に個人的に反対していた。
2022年の夫ビンス・マクマホンの不倫騒動後、別居している。

## 政治活動
2010年11月2日投開票の上院議員選選挙にコネチカット州から出馬するため、2009年9月16日にCEOを辞任。同州教育委員を経て、2010年8月10日の予備選挙で勝利し、共和党候補に指名された。民主党候補のリチャード・ブルーメンタル州司法長官相手に世界最大のプロレス団体「WWE」の元最高経営責任者（CEO）という抜群の知名度と資金力、党の集票力に頼らず、自らの経営実績などを前面に打ち出した選挙戦を展開した。
全体的に共和党優位なこの予備選挙において、女性有権者の支持が得られず苦戦を強いられるものの、米メディアは彼女を含め、カリフォルニア州の連邦上院選に出馬するコンピューター大手ヒューレット・パッカードのカーリー・フィオリーナ元CEO、同州知事選にインターネット競売大手eBayのメグ・ホイットマン元CEOの3人を「保守政党の女性候補」の象徴として取り上げている。
ブルーメンタルの6倍もの資金を投入しキャンペーンを展開していたが、総選挙前の世論調査では一度もブルーメンタルの支持率を上回ることなく、結果的には10万票差で破れた。もともと彼女が選挙に立候補したのはWWEの番組のレイティングを低く設定することが狙いだったといわれている。これはジェリー・ローラーがテネシー州メンフィス市長に2回も出馬し両方敗戦した以来のプロレス出身者の政治への出馬である。
2012年の上院選でも共和党予備選の指名を勝ち取るが、この選挙においても本選で民主党候補のクリス・マーフィー下院議員に敗れた。
2016年アメリカ合衆国大統領選挙では、かつてWWEに参戦していたこともあるドナルド・トランプを支持。

### 第1次トランプ政権
トランプが大統領に当選したことにより、同年12月に閣僚級ポストの一つであるアメリカ中小企業庁（SBA）長官に指名された。2017年2月14日、米国上院は賛成81、反対19の賛成多数でリンダのアメリカ中小企業庁長官就任を承認した。
リンダは2017年3月22日に投資イノベーション事務局の副長官にヨセフ・シェパードを指名したと公表し、彼の公共部門での経験と私企業における投資家としての経験は、貸出・投資・監督という地位に完全に適合していると述べた。
2019年3月29日、トランプより中小企業庁長官を退くことが発表された。

### 第2次トランプ政権
退任後は2020年アメリカ合衆国大統領選挙でのトランプ再選に向けた仕事を行うとされたが、トランプは結局同選挙でジョー・バイデンに敗れた。
2024年アメリカ合衆国大統領選挙でもマクマホンはトランプ陣営に属し、同年7月の2024年共和党全国大会ではハルク・ホーガンらと共にトランプを支持する演説を行った。同年8月にはハワード・ラトニックとともに政権移行チームの共同議長に選ばれた。11月5日の投開票でトランプが当選し、11月19日に第2次政権における教育長官に指名された。2025年3月3日、上院において賛成51票、反対45票で教育長官就任が承認され、即日就任した。

## 入場曲
- WrestleMania - 過去に使用

## マクマホン・ファミリー
|                      |                      |                      |                      |                      |                      |  |  |                      |                      | ジェス・マクマホン         |                      |                      |                      |                    |                    |                                      |                                      |                                      |                                      |                                      |                                      |                    |                    |                                 |                                 |                                 |                                 |                                 |                                 |  |  |  |  |  |  |  |  |  |  |  |  |  |  |
|                      |                      |                      |                      |                      |                      |  |  |                      |                      |                            |                      |                      |                      |                    |                    |                                      |                                      |                                      |                                      |                                      |                                      |                    |                    |                                 |                                 |                                 |                                 |                                 |                                 |  |  |  |  |  |  |  |  |  |  |  |  |  |  |
|                      |                      |                      |                      |                      |                      |  |  |                      |                      | ビンス・マクマホン・シニア |                      |                      |                      |                    |                    |                                      |                                      |                                      |                                      |                                      |                                      |                    |                    |                                 |                                 |                                 |                                 |                                 |                                 |  |  |  |  |  |  |  |  |  |  |  |  |  |  |
|                      |                      |                      |                      |                      |                      |  |  |                      |                      |                            |                      |                      |                      |                    |                    |                                      |                                      |                                      |                                      |                                      |                                      |                    |                    |                                 |                                 |                                 |                                 |                                 |                                 |  |  |  |  |  |  |  |  |  |  |  |  |  |  |
|                      |                      |                      |                      |                      |                      |  |  |                      |                      | ビンス・マクマホン         | ビンス・マクマホン   | ビンス・マクマホン   | ビンス・マクマホン   | ビンス・マクマホン | ビンス・マクマホン |                                      |                                      | リンダ・マクマホン                   | リンダ・マクマホン                   | リンダ・マクマホン                   | リンダ・マクマホン                   | リンダ・マクマホン | リンダ・マクマホン |                                 |                                 |                                 |                                 |                                 |                                 |  |  |  |  |  |  |  |  |  |  |  |  |  |  |
|                      |                      |                      |                      |                      |                      |  |  |                      |                      | ビンス・マクマホン         | ビンス・マクマホン   | ビンス・マクマホン   | ビンス・マクマホン   | ビンス・マクマホン | ビンス・マクマホン |                                      |                                      | リンダ・マクマホン                   | リンダ・マクマホン                   | リンダ・マクマホン                   | リンダ・マクマホン                   | リンダ・マクマホン | リンダ・マクマホン |                                 |                                 |                                 |                                 |                                 |                                 |  |  |  |  |  |  |  |  |  |  |  |  |  |  |
|                      |                      |                      |                      |                      |                      |  |  |                      |                      |                            |                      |                      |                      |                    |                    |                                      |                                      |                                      |                                      |                                      |                                      |                    |                    |                                 |                                 |                                 |                                 |                                 |                                 |  |  |  |  |  |  |  |  |  |  |  |  |  |  |
|                      |                      |                      |                      |                      |                      |  |  |                      |                      |                            |                      |                      |                      |                    |                    |                                      |                                      |                                      |                                      |                                      |                                      |                    |                    |                                 |                                 |                                 |                                 |                                 |                                 |  |  |  |  |  |  |  |  |  |  |  |  |  |  |
| シェイン・マクマホン | シェイン・マクマホン | シェイン・マクマホン | シェイン・マクマホン | シェイン・マクマホン | シェイン・マクマホン |  |  | マリッサ・マズゥーラ | マリッサ・マズゥーラ | マリッサ・マズゥーラ       | マリッサ・マズゥーラ | マリッサ・マズゥーラ | マリッサ・マズゥーラ |                    |                    | ステファニー・マクマホン＝レヴェック | ステファニー・マクマホン＝レヴェック | ステファニー・マクマホン＝レヴェック | ステファニー・マクマホン＝レヴェック | ステファニー・マクマホン＝レヴェック | ステファニー・マクマホン＝レヴェック |                    |                    | ポール・レヴェック（トリプルH） | ポール・レヴェック（トリプルH） | ポール・レヴェック（トリプルH） | ポール・レヴェック（トリプルH） | ポール・レヴェック（トリプルH） | ポール・レヴェック（トリプルH） |  |  |  |  |  |  |  |  |  |  |  |  |  |  |
| シェイン・マクマホン | シェイン・マクマホン | シェイン・マクマホン | シェイン・マクマホン | シェイン・マクマホン | シェイン・マクマホン |  |  | マリッサ・マズゥーラ | マリッサ・マズゥーラ | マリッサ・マズゥーラ       | マリッサ・マズゥーラ | マリッサ・マズゥーラ | マリッサ・マズゥーラ |                    |                    | ステファニー・マクマホン＝レヴェック | ステファニー・マクマホン＝レヴェック | ステファニー・マクマホン＝レヴェック | ステファニー・マクマホン＝レヴェック | ステファニー・マクマホン＝レヴェック | ステファニー・マクマホン＝レヴェック |                    |                    | ポール・レヴェック（トリプルH） | ポール・レヴェック（トリプルH） | ポール・レヴェック（トリプルH） | ポール・レヴェック（トリプルH） | ポール・レヴェック（トリプルH） | ポール・レヴェック（トリプルH） |  |  |  |  |  |  |  |  |  |  |  |  |  |  |